# Jon Andoni Pikabea Larrate
Jon Andoni Pikabea Larrate (Hondarribia, 26 de setembre de 1970) és un exfutbolista basc. Va jugar en el lloc de defensa central a la Reial Societat al llarg de la dècada de 1990. Amb aquest equip va disputar un total de 292 partits en la Primera divisió espanyola al llarg d'11 temporades.

## Biografia
Va néixer el 26 de setembre de 1970 a Sant Sebastià, encara que des de petit va residir en la veïna localitat d'Hondarribia. Va començar a jugar al futbol en les categories inferiors de l'Hondarribia F.T., d'on va ser fitxat per la Reial Societat el 1987 quan era encara juvenil.
El 1988 debuta amb el Sanse CF, filial de la Reial Societat, en Segona Divisió B. Romandrà 4 temporades en el filial. En la seva última temporada amb el filial va disputar un partit en la Primera divisió espanyola amb el primer equip de la Reial Societat. El seu debut en aquesta categoria es va produir un 8 de març de 1992 a Mestalla davant el València CF, vencent la Reial Societat per 2-1. Pikabea comptava amb 21 anys.
En els seus inicis solia jugar com migcampista organitzador de tall defensiu, de fet el seu debut es va produir en aquest lloc, no obstant això va assolir assentar-se en l'equip com defensa central i va jugar durant la major part de la seva carrera en aquest lloc. La temporada següent (1992-93) Pikabea va quedar enquadrat en la primera plantilla de la Reial Societat. A partir de la jornada 10 va aconseguir un lloc en la defensa central de l'esquadra donostiarra i va acabar sent titular aquesta temporada.
Va començar un llarg període de gairebé 9 temporades, que es va perllongar fins a 2001, en el qual Pikabea va tenir un lloc indiscutible en la defensa de la Reial Societat, excepte períodes ocasionals. Durant aquest temps, la seua principal parella de ball en el centre de la defensa realista va ser Loren, amb el qual formaria la parella de centrals clàssica de la Reial Societat durant la segona meitat de la dècada dels 90. Durant aquestes temporades destaca el 3r lloc en Lliga que va obtenir la Reial en la temporada 1997-98, que va permetre a l'equip donostiarra jugar la Copa de la UEFA la temporada següent.
Ja cap a l'any 2000, amb Pikabea arribant a la seva maduresa com futbolista, va començar a desaparèixer de les alineacions en alguns trams de la Lliga, encara seguint sent habitual en aquestes. No obstant això, la temporada 2001-02, va sofrir una aparent i sorprenent baixada en el seu rendiment, va perdre la confiança de l'entrenador John Benjamin Toshack (el mateix que l'havia fet debutar el 1992) i va quedar pràcticament marginat de l'equip, jugant poc més de 150 minuts en tota la temporada.
A la temporada següent, amb el canvi d'entrenador, el seu ostracisme es va accentuar encara més. Raynald Denoueix no va comptar per res amb l'hondarribitarra, que no va jugar un sol minut en tota la temporada, que a més coincidiria amb un subcampionat de Lliga de la Reial Societat (els defenses centrals Igor Jauregi, Gabriel Schürrer i Bj Tore Kvarme van estar a un gran nivell). La Reial Societat va decidir no perllongar el contracte d'un jugador que tenia 32 anys i que havia romàs 2 temporades gairebé inèdit.
En finalitzar la temporada el jugador va anunciar que es retirava del futbol professional, encara que aquesta retirada arribés de forma una mica prematura, amb 32 anys. El club va lloar sempre la professionalitat del jugador. Per la seva trajectòria en el club va rebre eixa temporada un homenatge i li va ser lliurada l'ensenya d'or i brillants del club. El bagatge de Pikabea es resumeix en 11 temporades en la Primera divisió espanyola jugant sempre amb la Reial Societat. Va disputar un total de 292 partits de Lliga i 313 partits oficials amb aquest equip. Va marcar 10 gols amb la Reial Societat, tots ells en la Lliga.

### Internacional
Va disputar 7 partits amistosos amb la selecció de futbol del País Basc.